# 金子志津枝
金子志津枝（5月21日—），是日本的女性動畫師，埼玉縣出身，以前屬新鋭動畫，現在是自由身。曾以金子志津惠和金子志津江的名義參與動畫製作。

## 來歷・人物
具有女性柔和的繪畫特徵，作畫技術也很高明。被粉絲稱作「靜香專屬畫師」。
1997年進入新鋭動畫，在哆啦A夢大山版動畫系列的中後期開始參與製作。曾畫過於電影「大雄的貓狗時空傳」中出現的貓耳源靜香，是該動畫系列中最重要的動畫師。
2007年1月與負責該作品的其他作畫監督一起退出電視動畫的製作，投入在電影方面的製作。2011年退出新鋭動畫，成為自由身。

## 參加作品

### 電視動畫
- 哆啦A夢系列
  - 哆啦A夢 大山版 （2000年-2005年、作畫監督・原畫）
  - 哆啦A夢 水田版 （2005年-2007年、總作畫監督補佐[2]・作畫監督）
- 蠟筆小新（1992年開始、原畫）
- 我們這一家 （2002年、原畫）
- 熱帶雨林的爆笑生活 （2001年、原畫）
- 英國戀愛物語艾瑪 第二幕 （2007年、作畫監督）
- 白兔玩偶 （2011年、作画監督・原画）
- 謎樣女友X（2012年、總作畫監督・Eyecatch・ED作畫監督・OP總作畫監督）
- 銀河機攻隊（2013年、原画・OP原画）
- 幻想玩偶（2014年、ED分鏡・演出・作畫監督・原画）
- 如果折斷她的旗（2014年、人物設計・總作畫監督・OPED作畫監督・eyecatch原画）
- 未來卡 搭檔對戰100 （2015年、OP2原畫）
- 紅殼的潘朵拉（2016年、ED原畫）
- 未來卡 搭檔對戰DDD（2016年、怪兽设计）
- 逆轉裁判 〜對這個「真相」，有異議！〜（2016年、ED分鏡・演出・原画）
- 麵包與和平！（2016年、人物設計・總作畫監督・OP作畫監督）
- LoveLive! Sunshine!!（2016年、素材設計）
- 不正經的魔術講師與禁忌教典（2017年、OP原画）
- LOST SONG（2018年、人物設計）
- 愛在雨過天晴時（2018年、ED插畫）
- 異世界魔王與召喚少女的奴隸魔術（2018年、人物設計）
- 安達與島村（2020年，人物設計）

### 劇場版電影
- 大雄的南海大冒險 （1998年、動畫）
- 蠟筆小新：電擊！豬蹄大作戰 （1998年、動畫）
- 大雄的懷念奶奶 （2000年、原畫） ※金子志津惠名義
- 蠟筆小新：風起雲湧的叢林冒險 （2000年、原畫）
- 加油！胖虎！！ （2001年、原畫） ※金子志津惠名義
- 神隱少女 （2001年、原畫）
- 我出生的那一天 （2002年、原畫）
- 蠟筆小新：風起雲湧 壯烈！戰國大會戰 （2002年、原畫） ※金子志津江名義
- 大雄與不可思議的風使者 （2003年、作畫監督）
- 蠟筆小新：風起雲湧 光榮燒肉之路 （2003年、原畫）
- 電影 我們這一家 （2003年、原畫）
- 大雄的貓狗時空傳 （2004年、作畫監督）
- 蠟筆小新：風起雲湧！夕陽下的春日部男孩 （2004年、原畫）
- 蠟筆小新：風起雲湧！不理不理3分鐘大進攻 （2005年、原畫）
- 大雄的恐龍2006 （2006年、原畫）
- 蠟筆小新：風起雲湧！跳舞吧！朋友 （2006年、原畫）
- 大雄的新魔界大冒險~7人魔法使~ （2007年、作畫監督）
- 大雄與綠之巨人傳 （2008年、作畫監督）
- 新·大雄的宇宙開拓史 （2009年、總作畫監督・OP分鏡[3]）
- 大雄的人魚大海戰 （2010年、人物設計）
- 新‧大雄與鐵人兵團 ～振翅吧 天使們～ （2011年、人物設計）
- 鋼之鍊金術師 嘆息之丘的聖星 （2011年、原畫）
- 大個子一年生與小個子二年生（日语：大きい1年生と小さな2年生） （2014年、人物設計）
- 屍者的帝國 （2015年、原畫）
- 妖怪手錶：閻魔大王與五個故事喵！（2015年、原畫）
- 新·大雄的日本誕生 （2016年、ED原畫）
- 怪物彈珠劇場版 前往始源之地（2016年、人物設計・總作畫監督）
- 寵物小精靈劇場版2018：我們的故事（2018年、人物設計・ED插畫）
- 大雄的月球探測記（2019年、人物設計・總作畫監督）
- 窗邊的小豆豆（2023年、人物設計）

### OVA
- 熱帶雨林的爆笑生活Final（2001年、OP原畫．原畫）※金子志津江名義

### 其他
- 動畫 花正在開（2013年、人物設計・作畫監督）
- 公主聯繫（2015年、電視廣告動畫・作畫監督）
- 煙花原声音乐（2017年、封面）

## 脚注
1. ↑  . 2007-03-09  [2011-11-06]. （原始内容存档于2020-11-01）.
2. ↑  2005年5月13日播出的第五話
3. ↑  第一次擔任分鏡（藤子不二雄影迷俱樂部的『Neo Utopia』47號）。

## 相關項目
- SHIN-EI動畫
- 渡邊歩（日语：渡辺歩）
- 日本動畫師列表

## 外部連結
- . All cinema.   [2011-11-06]. （原始内容存档于2019-06-26）.
- 金子志津枝的X（前Twitter）